# Oiticella
Oiticella is een geslacht van vlinders van de familie nachtpauwogen (Saturniidae), uit de onderfamilie Ceratocampinae.

## Soorten
- O. brevis (Walker, 1855)
- O. convergens (Herrich-Schäffer, 1855)
- O. luteciae (Bouvier, 1924)